# Funky Maestro
 (décembre 2022).
Funky Maestro Entertainment, ou Funky Maestro sous son nom de collectif, était un label discographique français spécialisé dans la production et l'édition musicales Hip-Hop. Les bureaux et le studio se trouvaient à Neuilly-Plaisance, en Seine-Saint-Denis.  
Apparu en 1994, et né de l'association entre Franky Montana et Tecnik accompagnés de DJ Poska, il est lancé officiellement en décembre 1997. La structure a développé des artistes comme Yusiness, Endo, John Gali, Smoker et DJ Roc J, ainsi que Rémo Williamz en coproduction.  
L'entreprise a mis fin à ses activités le 24 janvier 2008.

## Biographie
LES MIXTAPES
Les trois membres fondateurs du collectif sont parmi les pionniers et les leaders dans la réalisation et la production de mixtapes. Avec plus de 50 volumes de What's The Flavor ?, ils ont invité de nombreux artistes de rap français comme Rohff, Sniper, Diam's, Assassin, B.O.S.S, IV My People, Oxmo Puccino, Fabe, Busta Flex, Pit Baccardi, Lunatic, X-Men, Sages Po, Les Rieurs, La Brigade, Nessbeal, Triptik, Disiz La Peste, La Cliqua, Sully Sefil, Ol Kainry, Eloquence, Arsenik, Passi, Stomy Bugsy et L'Skadrille. 
LES COMPILATIONS
Devenu des incontournables sur le marché de la mixtape en France, le trio se dirige vers une voie plus « grand public » : la compilation. Entre 1998 et 2002, trois volumes des compilations What's The Flavor ? voient le jour à travers trois majors compagnies (Universal Music, EMI et Sony Music). Le concept reste le même que les mixtapes : des titres hip-hop ou RnB mélangés à des titres français originaux composés et réalisés par Funky Maestro. Le label sait aussi répondre à une demande de l'industrie du disque comme Sony Music pour réaliser et mixer pour d'autres marques comme RnB Connection ou RnB Dancefloor (plus de 500 000 disques vendus en quatre épisodes[réf. nécessaire]) ou EMI France pour deux volumes de Une Spéciale pour les Halls, un projet plus urbain et rap français. Ils développent aussi de nouveaux concepts afin d'élargir leur champs d'action en s'attaquant aux musiques des années 80 que sont le funk ou la soul à travers deux opus : Funky Sensation et Soul Therapy, ou bien à créer des classiques en compilant des titres sur les séries Hip-Hop Legends et RnB Legends ou encore France Hardcore, tous sortis chez Wagram Music.
LA PRODUCTION
Par le biais de deux disques : la bande originale du film Old School (avec notamment les acteurs Elie Semoun et Joey Starr) et aussi l'album de la marque de street wear Homecore, Funky Maestro s'affirme en tant que réalisateur, producteur exécutif et directeur artistique d'albums.
À côté de ça et hormis leurs propres productions, de nombreux artistes font appel à leur talent de musiciens tels que Tandem, Jalane, Triptik, Fabe, Kennedy, L'Skadrille, Layone, Marginal Sosa, Kohndo, Pit Baccardi, Jewel, 1re Classe, Relic ; ou bien de compléter leur discographie de remix tel que : Mystik, Jalane, Lord Tariq & Peter Gunz, etc. Ils habillent de leurs musiques des images dans le milieu des sports extrêmes comme le Skateboard ou le BMX sur des vidéos pour le besoin de la télévision ou pour des DVD. 
D'autre part, de nombreux labels ont souvent sollicité Funky Maestro pour leurs DJs afin de réaliser des intros (musique et scratchs) sur divers albums comme 1re Classe (Les Sessions) vol. 1 et 2, Nouvelle Donne, Delabel Hostile Rap, Le Flow, ...; ou bien des snippets d'artistes (mix-tapes promotionnelles).
Le label est également connu grâce à sa série de disques vinyles intitulée What's The Flavor ? PartyBreaks, produite par Franky Montana, qui sont des breakbeats servant aux DJs à ambiancer les pistes des discothèques.
Le gros du travail en tant que label est le développement d'artistes. Les rappeurs mis à la lumière par Funky Maestro à savoir Yusiness, Endo, Smoker, John Gali ou Rémo Williamz ont participé à de nombreux projets aux côtés d'artistes du haut de l'affiche de la scène rap française. Pour ceux-ci, le travail de Funky Maestro consistait à se mettre aux services de ces derniers dans le rôle notamment de manager, compositeur, arrangeur, et réalisateur. mais aussi de leader en tant que producteur.
Ces artistes participent régulièrement à tous les projets du label et se voient offrir des sorties personnelles de maxis vinyles et de street album comme pour Endo (Pas le droit de juger, Pour vous et Self Made Men), pour John Gali : Musical Anarchy et G-Station), pour Smoker (Force et Faiblesse), pour Remo Williamz (Intemporel et Parmi des Millions)), et pour DJ Roc J (Break Ya Neck). 
LA RADIO
De 1997 à 2002, le duo Franky Montana / DJ Poska, accompagné de Tecnik, ont animé le show radio What’s The Flavor ? sur la fréquence parisienne de Générations 88.2 où ils ont rencontré un énorme succès.[réf. nécessaire] Réussite qui a amené Franky Montana à y rester en solo jusqu’en 2016. Ils ont également officié entre 2004 et 2006 sur la station Radio FG, période durant laquelle DJ Poska mixait aussi sur Skyrock dans l’émission Couvre Feu. 
LA FIN
Funky Maestro est radié le 24 janvier 2008, après 15 ans d'activisme dans le rap game.

## Discographie

### Albums
1998 : 
- What's The Flavor ? (Universal Music)

avec 2 Bal, Lyr-X, Res KP, Chris Williams, Yusiness, Dj Poska, Sully Sefil, Kohndo
1999 : 
- Homecore : L'album (MKO Recordz)

avec Dj Poska, Res KP, Laddjah, De A à Z, Reda, Triptik, Julia Chanel, Basic, FDy, Disiz, La Umma
2000 : 
- Old School - La Bande Originale du Film (La Bande Son / Sony Music)

avec Joey Starr, Dj Spank, Pit Baccardi, K-Reen, Mass, L'Skadrille, Endo, X-Men, Jaeyez, Eloquence, John Gali, Diam's, Relic, La Brigade
- Une Spéciale Pour Les Halls (Hostile Records / EMI)

avec Dj Poska, Rohff, MC Janik, Ärsenik, Pit Baccardi, X-Men, L'Skadrille
2001 : 
- R'n'B Connection mixé par DJ Poska (Sony Music)
- What's The Flavor ? 2 [Rap] (Virgin / EMI)

avec Sniper, Diam's, Don Choa, Dany Dan, Dj Poska, Futuristiq, Endo, Tandem, Pit Baccardi, Lords of the Underground, Disiz La Peste, L'Skadrille, Triptik, Horsek, Mass, Ghetto Diplomats, Remo, John Gali, Eloquence
- R'n'B Connection vol. 2 mixé par DJ Poska (Sony Music)
- R'n'B Dancefloor mixé par DJ Poska (Sony Music)

2002 : 
- What's The Flavor ? 3 [R'n'B] (Sony Music)

avec Dj Poska, J-Mi Sissoko, 113, Demon One (Intouchables), Afrodiziac, China, N'Groove, John Gali, Trade Union, Vibe, Endo, Singuila
2003 : 
- R'n'B Connection vol. 3 mixé par DJ Poska (Sony Music)

2004 : 
- Une Spéciale Pour Les Halls vol. 2 (Hostile Records / EMI)

avec Dj Poska, Pit Baccardi, Ärsenik, Tandem, Kazkami
2005 : 
- Funky Sensation by DJ Poska (Wagram Music)
- Hip-Hop Legends (Wagram Music)
- Soul Therapy (Wagram Music)
- RnB Legends (Wagram Music)

2006 : 
- France Hardcore (Wagram Music)

conception et réalisation artistique par Franky Montana
- Funky Sensation vol. 2  by Cutee B (Wagram Music)

sélection musicale et réalisation par Franky Montana

### Street Albums
2004 : 
- Endo : Self Made Men
- Pit Baccardi : Classic
- John Gali : G-Station

2005 : 
- Smoker : Force et Faiblesse
- Têtes Brulées
- Remo Williamz : Intemporel

2006 : 
- Funky Maestro All Starz
- Têtes Brulées 2

2007 : 
- Têtes Brulées 3
- Têtes Brulées 4

2008 : 
- Têtes Brulées 5

### Mix-Tapes
1994 :
- What's The Flavor ? vol. 1

1997 : 
- What's The Flavor ? vol. 25

1998 : 
- What's The Flavor ? French Touch Freestyle

2000 : 
- What's The Flavor ? 2000

2003 : 
- What's The Flavor ? vol. 50

2006 : 
- What's The Flavor ? The Black Mix-Tape

### Twelve Inch
1999 : 
- Endo : Pas Le Droit De Juger

2000 :
- Old School [La Bande Originale du Film] vol. 1 (La Bande Son / Sony Music)

avec Mass feat. Djafuss et Pit Baccardi feat. Marginal Sosä
- Old School [La Bande Originale du Film] vol. 2 (La Bande Son / Sony Music)

avec K-Reen feat. Dany Dan et Endo
- Une Spéciale Pour Les Halls [12''] (Hostile Records / EMI)

avec Rohff et X-Men
2001 : 
- What's The Flavor ? Party Breaks vol. 1
- What's The Flavor ? Twelve Inch

avec FDy Phenomen, Endo et John Gali
- What's The Flavor ? 2 [The EP] (Virgin / EMI)

avec Sniper, Diam's, Don Choa, Dany Dan, Dj Poska, Futuristiq, Endo, Tandem, Pit Baccardi, Lords of the Underground, Disiz La Peste, L'Skadrille, Triptik, Horsek, Mass, Ghetto Diplomats, Remo, John Gali, Eloquence
2002 : 
- What's The Flavor ? Party Breaks vol. 2
- What's The Flavor ? Party Breaks vol. 3
- John Gali : Musical Anarchy
- Endo : Un Son Pour Vous
- What's The Flavor ? Party Breaks vol. 4
- What's The Flavor ? Party Breaks vol. 5

2003 : 
- What's The Flavor ? Party Breaks vol. 6

2004 : 
- Special Delivery - Party Breaks

avec Franky Montana, Dj Poska, Endo, Dj Goldfingers et Dj Roc J

### Divers
- 2007 : Mega Funk 2007 (Wagram Music)

CD 4 mixé par Funky Maestro